# Ried (région naturelle)

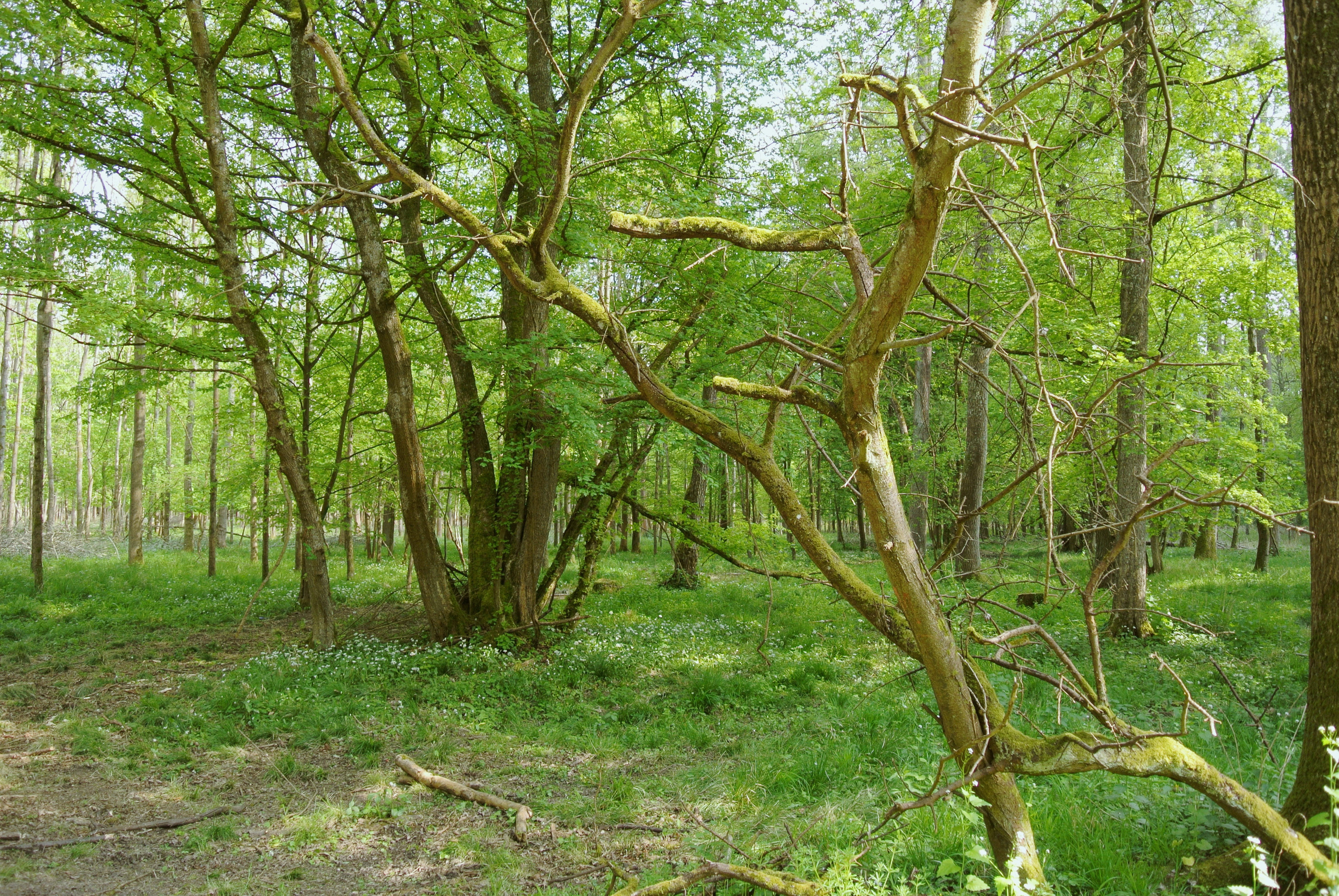
Forêt de l'Illwald.

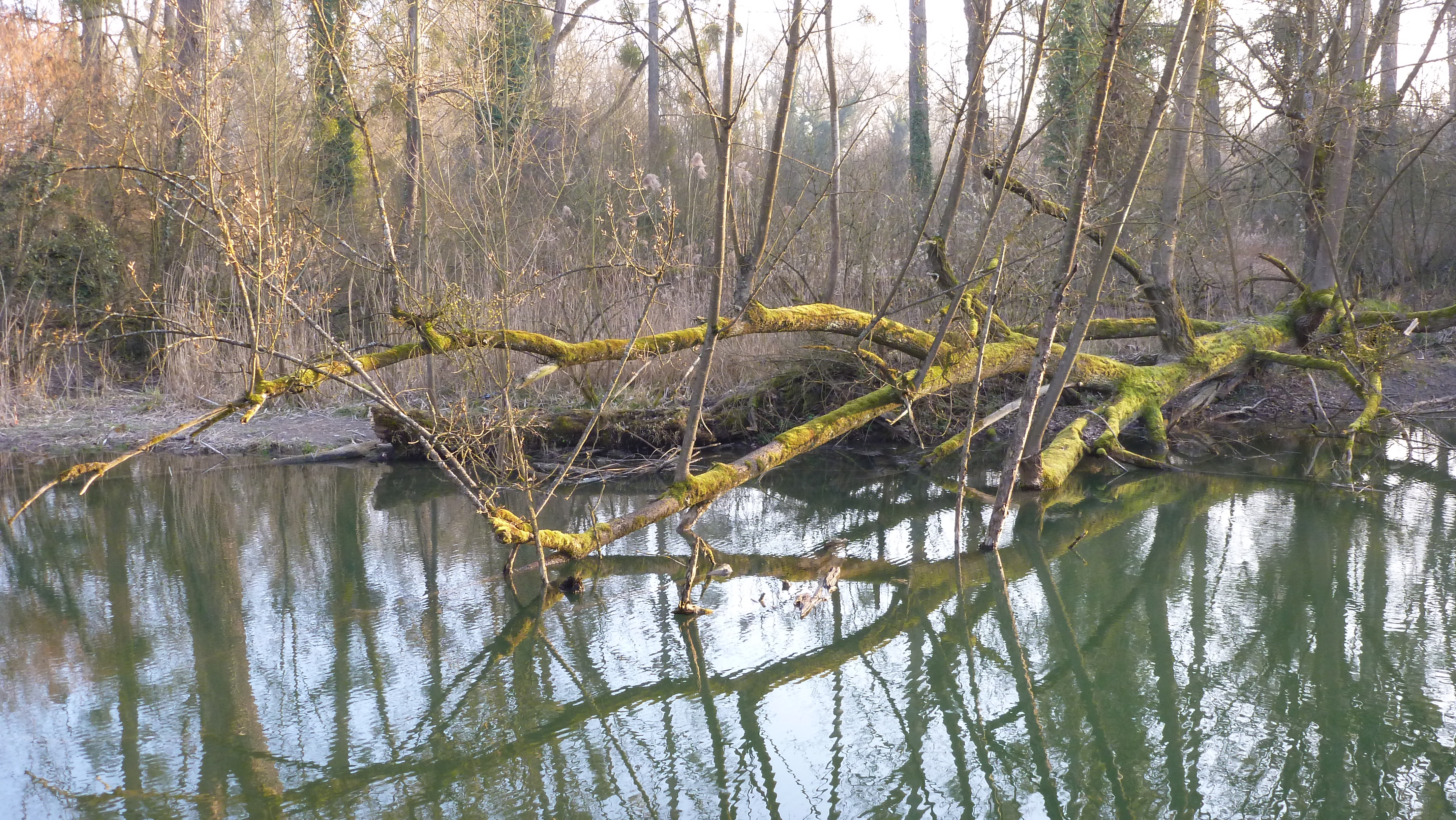
Forêt alluviale dans la réserve naturelle nationale de l'île du Rohrschollen.

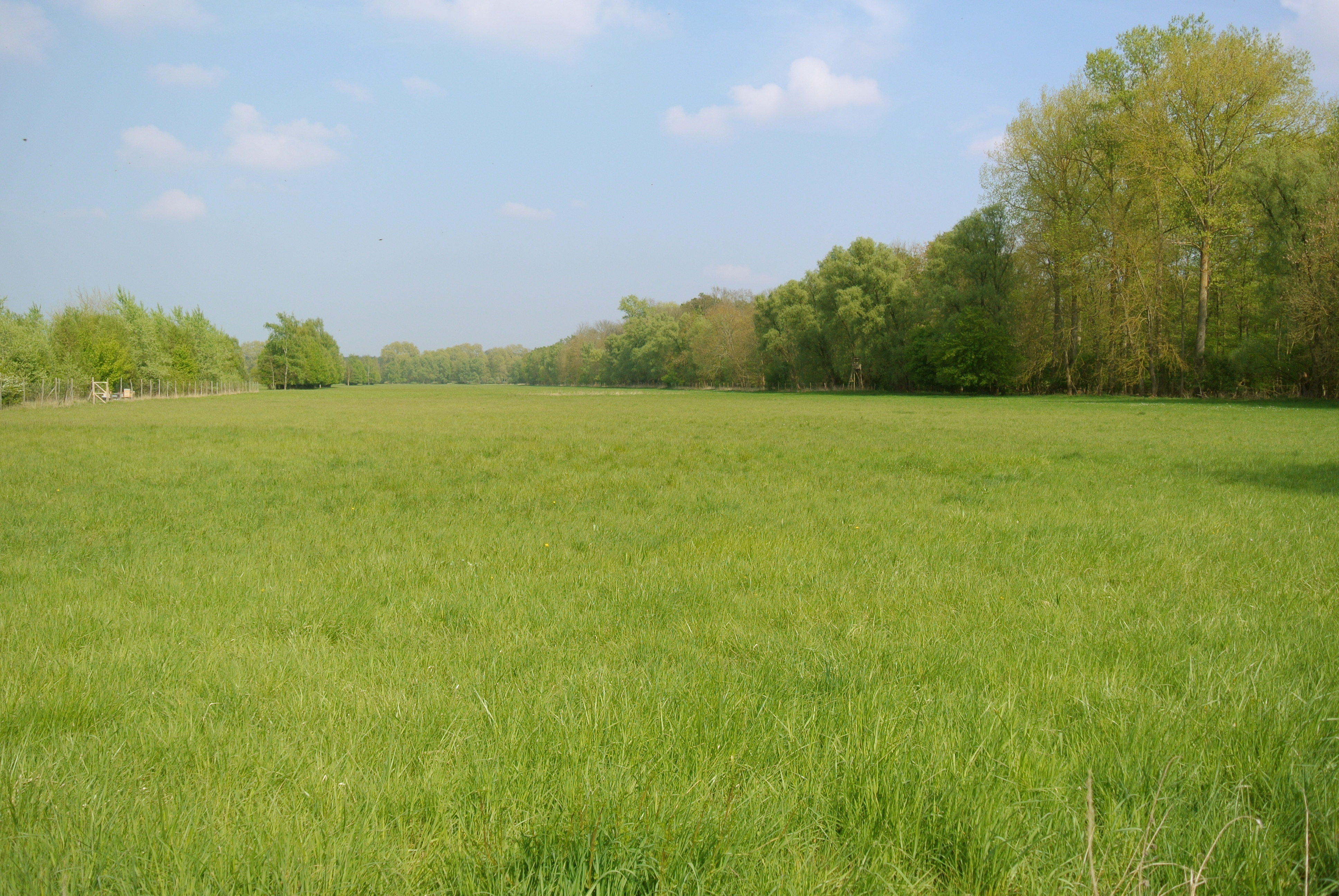
Prairie et orée de la forêt de l'Illwald.

Les dénominations ried [ʁid]  et bruch s'appliquent à des régions de prés inondables ou de forêt galerie à la végétation luxuriante en pays tempérés. Le Petit Ried, au nord de Strasbourg, et le Grand Ried, au sud, ont été modelés par les divagations du Rhin dans sa zone d'épandage, avant sa canalisation (voir « grand canal d'Alsace »).
La forêt rhénane proprement dite (forêts de la Robertsau et du Neuhof) est constituée du Weichholzauenwald (« forêt alluviale à bois tendre ») et du Hartholzauenwald (« forêt alluviale à bois dur »). Le Weichholzauenwald se situe dans les Gründe en zone inondable et est pauvre en espèces (saules, peupliers noirs, etc.) tandis que le Hartholzauenwald se trouve sur les Köpfe (partie plus élevée) et est d'une grande richesse faunistique et floristique.

## Toponymie
Le mot ried a été apporté par les différents dialectes alsaciens et souabes. La prononciation alsacienne de "ried" est l'équivalent de "rid" avec un simple i long, parfois très long.
Le terme « ried » semble dérivé de l'alémanique « rieth », qui signifie jonc (roseau).

## Géographie

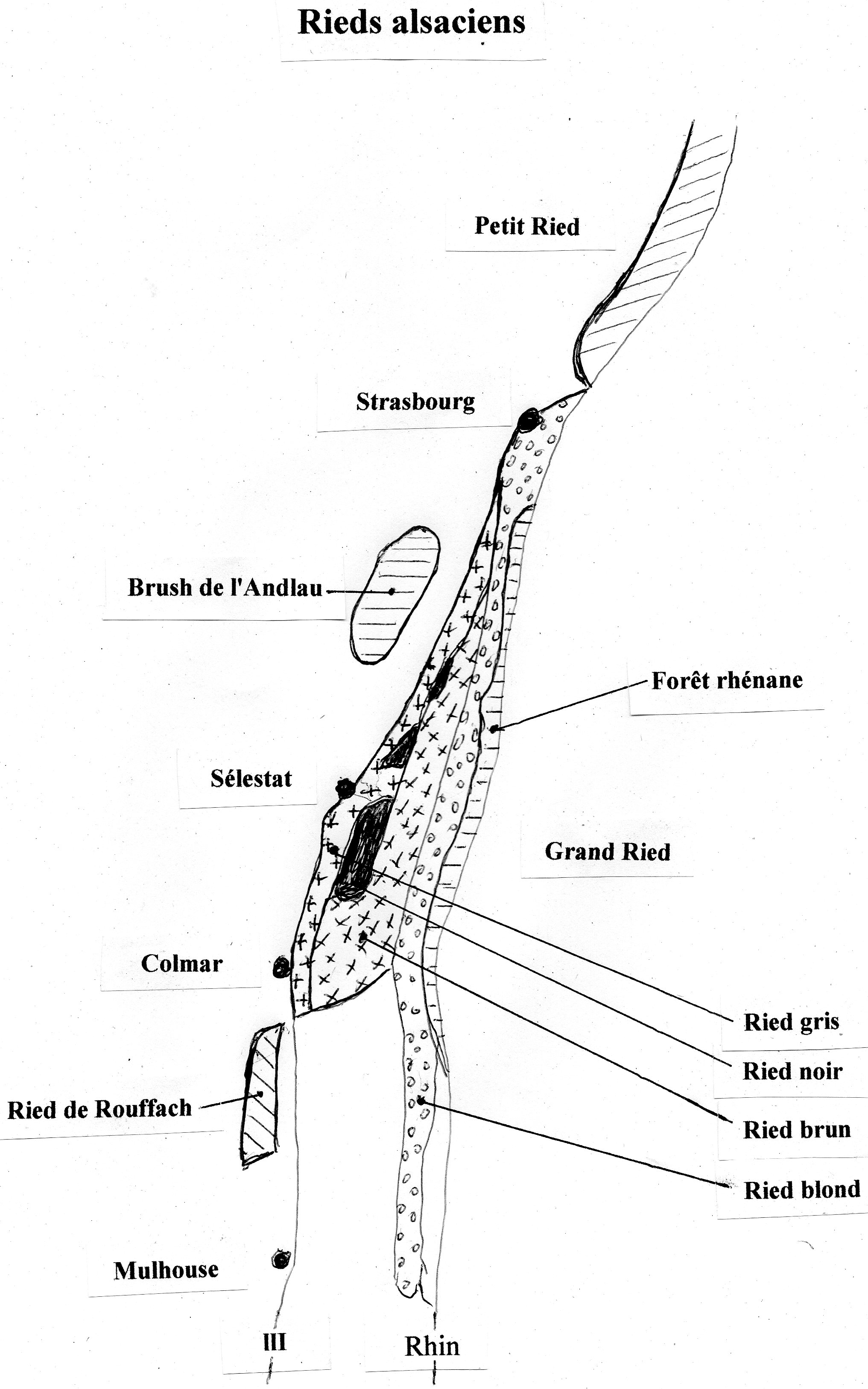
Rieds alsaciens

- Le Petit Ried s'étend de la forêt de la Robertsau, à Strasbourg, jusqu'à Lauterbourg

- Le Grand Ried est délimité à l'est par le Rhin, à l'ouest par l'Ill, au nord par Strasbourg et au sud par Colmar[3].
  - le Ried gris dont celui de Sélestat,
  - le Ried noir,
  - Le Ried brun.
- Le Ried blond, bande étroite en rive gauche du Rhin, de Strasbourg au sud de Mulhouse.

- Le Ried de Rouffach se situe au sud de Colmar.
- Le Bruch de l'Andlau[4] ou Ried d'Orschwihr, à l'ouest, entre l'Ehn et l'Andlau est un ried particulier.
- La plaine alluviale du Taubergießen dans le Bade-Wurtemberg, qui fait partie du ban de Rhinau est également un Ried.

Les quelque mille hectares de la commune de Rhinau (Bas-Rhin) situés sur la rive droite du Rhin, en Allemagne, constituent le dernier exemple de forêt galerie tempérée en Europe occidentale (voir Taubergießen).

## Aménagement du Rhin
Avant son aménagement, le Rhin était composé de nombreux bras de rivière entourant des îles. Le Rhin déposait des alluvions sur une large zone d'épandage et rechargeait la nappe phréatique rhénane, ou s'y alimentait en fonction des saisons. Le Rhin est aujourd'hui canalisé, ce qui rend le fleuve navigable et a permis de construire des usines hydroélectriques, au détriment de ses géomorphologie et dynamique fluviales.
L'hydroélectricité de la plupart des barrages est entièrement attribuée à la France. Seuls les deux barrages construits le plus récemment, à savoir Gambsheim (F) - Freistett (D) et Iffezheim (D) - Beinheim (F), tous deux situés en aval de Strasbourg dans le Petit Ried, produisent une électricité partagée par moitié entre les deux États. En pratique, le barrage de Gambsheim alimente le réseau français, tandis que le barrage d'Iffezheim alimente le réseau allemand. Le barrage d'Iffezheim a été équipé d'une cinquième turbine en 2013.
Le Ried est parcouru par le Chemin de fer touristique du Rhin (CFTR) à partir de la gare de Volgelsheim.

## Ornithologie
Le fossé du Rhin, et partant le Ried, se situe sur un couloir majeur de migration des oiseaux (l'autre couloir se trouvant plus à l'ouest, sur la Manche et l'Atlantique).

## Géologie
Au Miocène, l'Aar-Doubs (aussi appelé ur-Aar) se jette dans le Danube. Au Pliocène moyen, l'Aar-Doubs se jette dans le Rhône au travers du Doubs. Ce n'est qu'à la fin du Pliocène, quand la barrière formée par le Kaiserstuhl saute, que l'Aar rejoint le Rhin, ce qui explique la présence d'alluvions alpines dans le Ried au Quaternaire.
Au cours de la période quaternaire, alors que la subsidence de la vallée du Rhin se poursuit, les alluvions constituées de sable et de graviers d'origine vosgienne mais avant tout alpine, s'accumulent pour atteindre une épaisseur qui va de 75 m à Strasbourg à 250 m à Neuf-Brisach, en passant par 150 m à la hauteur de Mulhouse . Les sables vosgiens présentent une forte teneur en tourmaline, tandis que les sables alpins, majoritaires, sont caractérisés par une association de minéraux lourds spécifiques (hornblende verte, épidote et grenat).
De par leur porosité, ces roches meubles abritent la plus grande nappe phréatique d'Europe. Le volume d'eau est estimé à 300 milliards de mètres cubes (dont 35 milliards rien que pour l'Alsace). De nombreuses gravières s'y sont implantées, ce qui fait de l'Alsace une des toutes premières régions de France pour la production de matériaux de construction, cependant que le sable constitue une matière première en voie d'épuisement.
Les sources phréatiques portent le nom de Donnerloch,. Les rivières phréatiques s'appellent les Giessen.